# 로스앤젤레스 경찰국

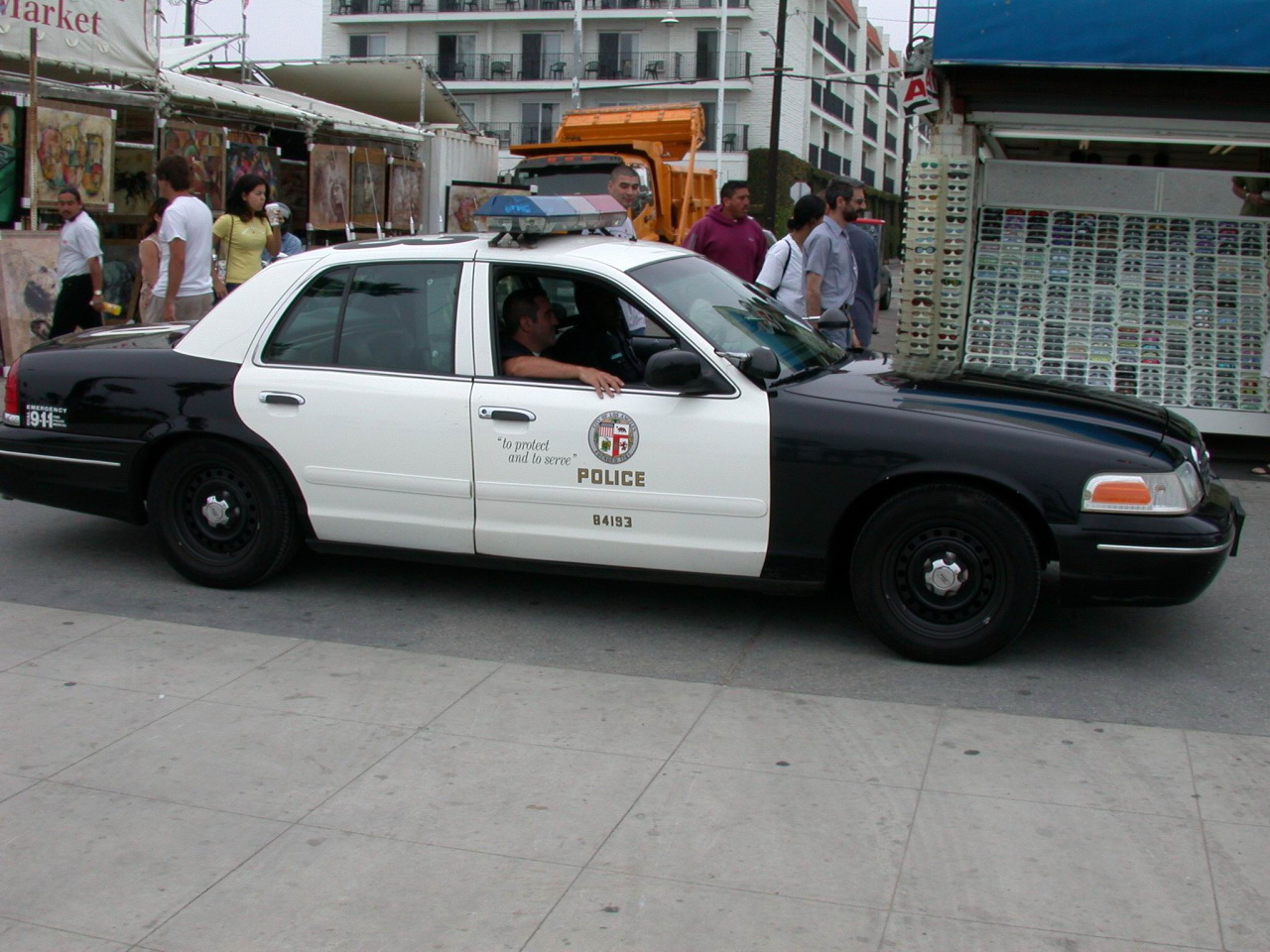
로스앤젤레스 경찰의 순찰차

로스앤젤레스 시경찰국(City of Los Angeles Police Department, LAPD)은 미국 캘리포니아주 로스앤젤레스에 본부를 둔 미국의 경찰이다.
로스앤젤레스 시경찰 (LAPD)은 로스앤젤레스시만 담당하며, 그외 로스앤젤레스 카운티에 속하는 로스앤젤레스시 외곽에 있는 지역 (샌타모니카, 롱비치 등) 은 로스앤젤레스 카운티 보안국 (Los Angeles Sheriff's Department , LASD)에서 담당한다.
그러나 샌타모니카처럼 로스앤젤레스시와 가까운 지역은 로스앤젤레스 시경찰 (LAPD)에서 담당하기도 한다.
로스앤젤레스 시경찰은 뉴욕 시경찰 (NYPD)에 이어 미국에서 두 번째로 규모가 큰 시경찰조직이다.
일반경찰의 무기는 주로 GLOCK권총을 사용하며, 경찰 유니폼은 짙은 청색이다.